# محمية يابيلو للحياة البرية
محميّة يابيلو للحياة البرية هي منطقة محمية تقع في جنوب إثيوبيا، وتُعد من أبرز محميات الحياة البرية في البلاد. تقع المحمية في منطقة بورينا التابعة لإقليم أوروميا، إلى الغرب من مدينة يابيلو، وتبلغ مساحتها حوالي 2500 كيلومتر مربع، بارتفاعات تتراوح ما بين 1430 و2000 متر فوق مستوى سطح البحر. تحدّ المحمية منتزه بورانا الوطني من الجهة الجنوبية.

## البيئة

### الغطاء النباتي
تتميّز منطقة المحمية بتربتها الحمراء التي تفتقر إلى المواد العضوية. ويغلب على الغطاء النباتي طراز سافانا أشجار السنط، حيث تُعد السنط المقوّس السائد في المناطق ذات التربة الطينية السوداء، في حين تنتشر أنواع أخرى مثل السنط قصير الأشواك والسنط الشائك على المنحدرات. كما توجد بُقع من شجرة الهجليج المصري، إلى جانب عدة أنواع من البلسان والهليلج في المناطق المنخفضة. أما الأجزاء العليا من التلال، فقد كانت مغطاة سابقًا بغابات تهيمن عليها أشجار العرعر والزيتون الإفريقي البري.

### الحيوانات
تُعد حمير الزرد من نوع بورشيل من أكثر الحيوانات وفرة داخل المحمية، إلى جانب أعداد صغيرة من الجرنوق، وغزال غرانت، ومهاة شرق إفريقيا، ودقدق غونثر. كما تُوفّر المحمية بيئة مناسبة لكل من مهاة شرق إفريقيا، وظبي القصب بهور، ومرامري أكبر، ومرامري أصغر، وخنزير ثؤلولي شائع، وخنزير الآجام، والزرافة الشبكية، والتي تُعتبر من الأنواع النادرة والمهددة بالانقراض التي يُعتقد بأنها لا تزال تعيش داخل المحمية، إلا أن أعدادها غير مؤكدة ووجودها غير محسوم. وتضم المحمية أيضًا عددًا من الحيوانات آكلة اللحوم، مثل: الأسد، والنمر، والفهد، والكلب البري الإفريقي، وابن آوى الذهبي، والبج، وابن آوى مخطط الجانب، والضبع المرقط، إضافة إلى الرباح الزيتوني.

### الطيور
تضم محمية يابيلو للحياة البرية حوالي 210 نوعًا من الطيور. من الأنواع الطيرية المتوطنة التي توجد في هذه المنطقة المحمية كل من غراب الأدغال سترسيمان وسنونو ذي الذيل الأبيض. وتشمل الطيور الأخرى التي تعيش في هذه المناطق كلًا من: النعام، وطائر القبرة ذي الذيل القصير، والنفاخ بريغل، وعصفور الرمادي الشمالي، والكناري الكبير الإثيوبي، والدجاجة الغينية ذات الرقبة المحلقة، والعصفور الصومالي، ونساجو القلنسوة السوداء، والوطواط دونالدسون سميث، والوطواط المرقط بالنجوم، ونساجو الرأس الرمادي، والطاووس النجمي.